# Maxillaria lindleyana
Maxillaria lindleyana, la Lindley's Maxillaria,  es una especie de orquídea distribuida desde Brasil a Perú.